# Abax sigillatus
Abax sigillatus är en skalbaggsart som beskrevs av Thomas Say 1923. Abax sigillatus ingår i släktet Abax och familjen jordlöpare. Inga underarter finns listade i Catalogue of Life.